# Storia delle ferrovie in Svizzera

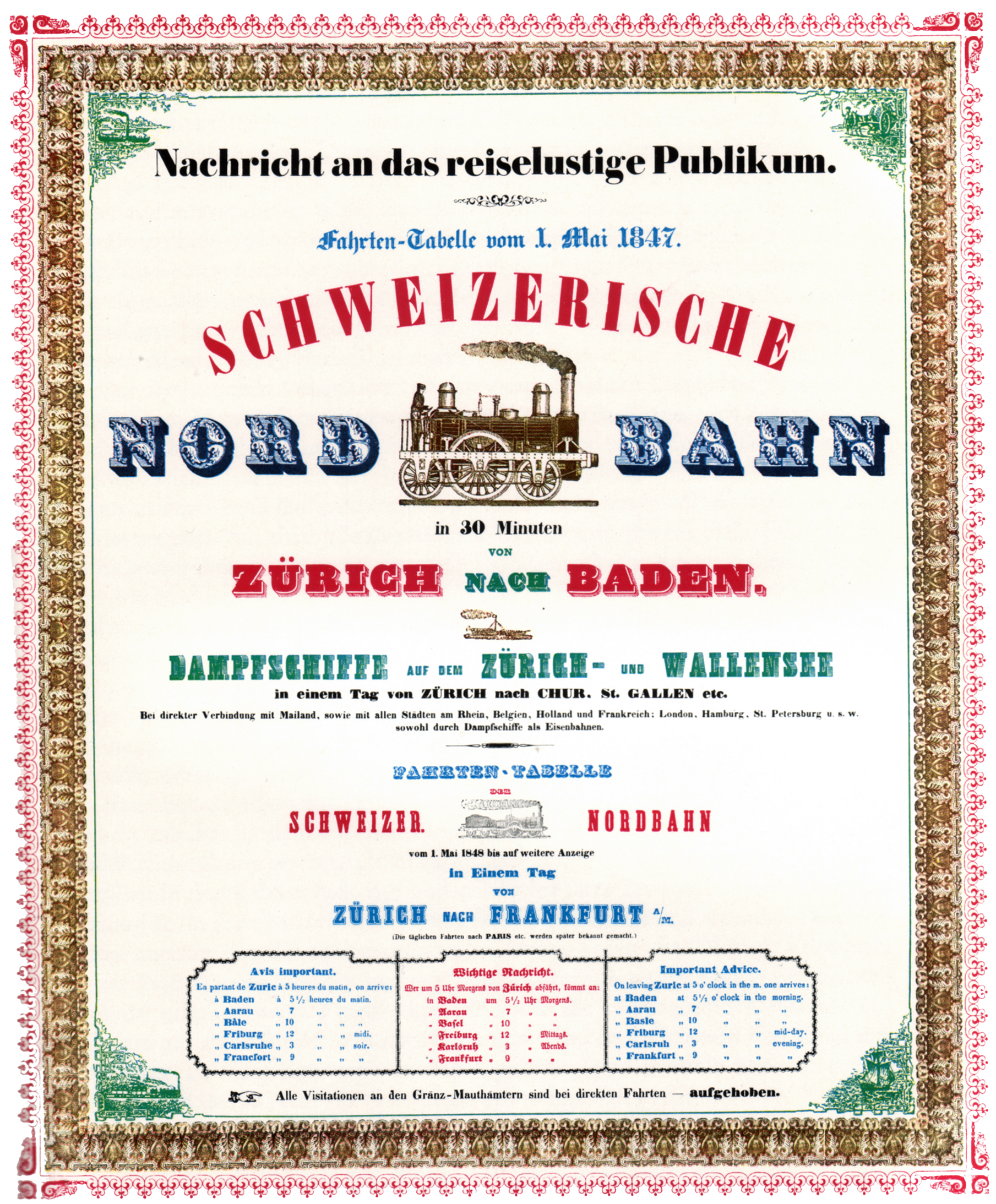
Schwizerische Nordbahn; poster del 1847

La storia delle ferrovie in Svizzera ha inizio a metà del XIX secolo con la costruzione e la gestione di linee ferroviarie intrapresa essenzialmente dai privati. La prima linea interamente in territorio svizzero, dell'estensione di 16 km, venne aperta tra Zurigo e Baden nel 1847 ma, a partire dal 1860, la parte occidentale della Svizzera era già collegata a quella nord-orientale. La prima ferrovia aperta attraverso le Alpi fu quella del Gottardo nel 1882. La seconda linea attraverso le Alpi fu quella del Sempione nel 1906.
Nel 1901 ebbe inizio la statalizzazione delle linee più importanti costituendo le Ferrovie Federali Svizzere che vennero potenziate ed elettrificate nel corso della prima metà del XX secolo. Dopo la seconda guerra mondiale, come in tante altre nazioni, anche in Svizzera le ferrovie accusarono un forte calo del traffico in conseguenza dell'aumento del trasporto su strada individuale e commerciale. Ciò indusse il Governo Federale a prendere decise iniziative per l'ammodernamento e il potenziamento delle tratte ferroviarie e, dagli anni settanta in poi, specialmente nelle aree urbane e suburbane; venne così varato il progetto Ferrovia 2000 che si proponeva il riassetto generale con accorpamenti, potenziamenti e in qualche caso dismissioni di tratte ferroviarie. In aggiunta a questo vennero implementati grandi progetti, come quello denominato AlpTransit, per il riassetto delle grandi direttrici transalpine del Gottardo e del Lötschberg in direzione del Sempione.

## Le prime ferrovie

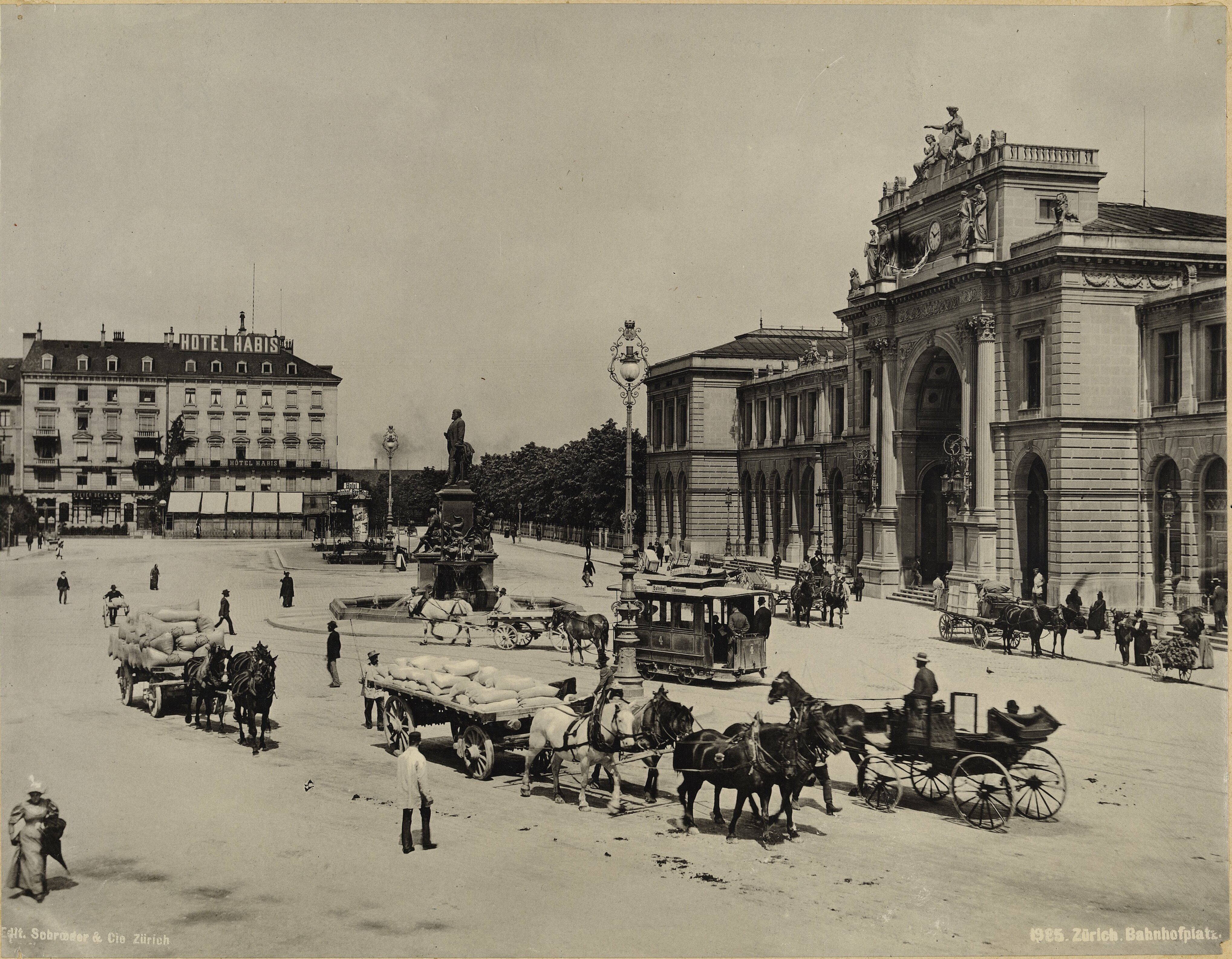
Stazione di Zurigo a fine XIX secolo

La prima opera ferroviaria ad interessare il territorio elvetico fu l'estensione della linea francese da Strasburgo a Basilea, (Chemin de fer de Strasbourg à Bâle), che fu collegata ad una stazione provvisoria esterna alla cinta muraria della città di Basilea il 15 giugno del 1844 e l'anno successivo a quella definitiva. La società venne poi rilevata dalla Compagnie du Chemins de fer de l'Est nel 1854. La Ferrovia della Valle del Reno venne aperta fino alla stazione badese di Basilea nel 1855. La prima linea interna alla Svizzera fu quella di 16 km della società Schweizerische Nordbahn (SNB) aperta tra Zurigo e Baden nell'anno 1847.
Le successive linee vennero costruite da società private costituite da imprenditori, industriali e banchieri.  Nel 1850 il Consiglio Federale diede incarico a Robert Stephenson ed Henry Swinburne di studiare un piano organico per dotare di ferrovie la Confederazione. La loro proposta prevedeva una rete di 645 km attraverso le vallate evitando al massimo qualsiasi attraversamento alpino.
Nonostante la Costituzione Elvetica del 1848 desse la possibilità al governo federale di legiferare in materia di ferrovie all'inizio si decise di lasciare decentrata ogni decisione in merito. Nel 1852 venne stabilito per legge che la responsabilità politica e amministrativa relativa alla concessione a alla costruzione di ferrovie fosse devoluta ai singoli Cantoni. Le ferrovie sarebbero state costruite da società private con il contributo delle singole municipalità e dei cantoni interessati dal percorso.
È evidente che così veniva meno la possibilità di una pianificazione generale esponendosi alle rivalità tra aziende interessate; tuttavia la rete ferroviaria che ne risultò fu in qualche modo simile a quella proposta da Stephenson e Swinburne soprattutto in Svizzera settentrionale e occidentale. Venne comunque completato il collegamento alla frontiera francese nei pressi di Ginevra e per l'Austria a Sankt Margrethen dal 10 dicembre 1860.

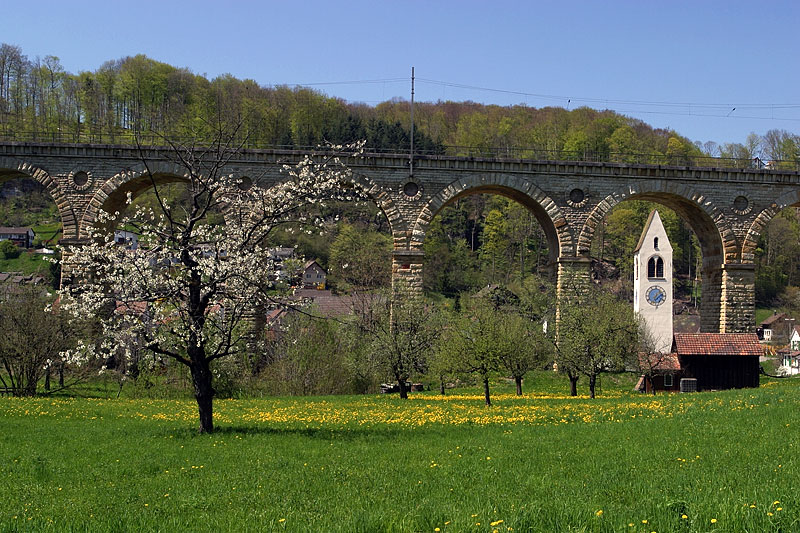
Viadotto Ruemlingen sulla vecchia Hauensteinbahn (Basel-Olten) aperta nel 1858

Nel 1853 la Schweizerische Centralbahn, (SCB) iniziò la costruzione della ferrovia Basilea-Olten via Hauenstein con diramazione, da Olten, per Aarau e per Lucerna, Berna e Thun e da Herzogenbuchsee per Soletta e Biel. Nello stesso periodo la Schweizerische Nordostbahn, (NOB) concentrata nella Svizzera orientale nei cantoni di Zurigo e Turgovia; la sua rete assicurava il collegamento di Zurigo al Lago di Costanza e a Sciaffusa e in seguito Lucerna. La Vereinigte Schweizerbahnen (VSB) costruì le linee tra Winterthur e Rorschach e da Wallisellen a Rapperswil, Sargans e Chur. Vennero stipulati degli accordi per la condivisione delle linee interconnesse, della VSB Weesen-Glarona e della NOB tra Ziegelbrücke, Näfels, Glarona e Linthal.
Nello stesso periodo vennero realizzate ferrovie nella parte nord-occidentale del Lago Lemano da Ginevra a Losanna (ferrovia Losanna-Ginevra) e Bex a da Morges a Yverdon. Un servizio di battelli collegava Ginevra alla linea Le Bouveret-Martigny. La società che sviluppò maggiormente il trasporto all'interno del Canton Vaud fu la Compagnie de l'Ouest-Suisse, (OS) mentre nel Cantone Vallese fu la società Ligne d'Italie, poi assorbita dalla Compagnie du Simplon nel 1874. La ferrovia Jura–Neuchâtel venne diramata da Le Locle e Les Verrières, lungo il Lago di Neuchâtel fino a La Neuveville.
Il Canton Friburgo ritardò la costruzione della linea da Berna a Losanna, nel tentativo di farla passare per la città di Friburgo, anziché attraverso le pianure a ovest, ma nel 1857 il governo federale, il Cantone di Vaud e la Società Svizzera occidentale avviarono la costruzione della linea, aperta nel 1862.
Nel Cantone di Berna la Schweizerische Ostwestbahn, (OWB) iniziò la costruzione di una linea nel 1857 in concorrenza con la società della Svizzera centrale tra La Neuveville (sul lago di Biel) e Zurigo via Berna, Langnau im Emmental, Lucerna e Zugo ma senza finanziamenti sufficienti a garantire il suo completamento. Nel giugno 1861 avvenne il fallimento e la tratta completata tra La Neuveville e Langnau venne rilevata dalla Bernische Staatsbahn, (BSB) del Cantone di Berna, che ne continuò la costruzione fino a Lucerna. Il tratto mancante da Langnau a Entlebuch e Lucerna, fu completato nel 1875. La concessione per la linea Zurigo-Lucerna via Affoltern am Albis fu accordata alla Zurigo-Zugo-Lucerna-Bahn (ZZL), una società controllata dalla NOB.
Le difficoltà finanziarie successivamente comportarono una serie di fusioni societarie e a maggiori investimenti stranieri nelle diverse società ferroviarie. Gli investimenti francesi in Svizzera furono finalizzati essenzialmente agli interessi per gli attraversamenti alpini delle ferrovie francesi.
Molte delle società originarie furono consolidate nel nord-est come la Schweizerische Nordostbahn e a est le Ferrovie Svizzere Unite (VSB), e a ovest la Compagnia del Jura-Simplon, (JS). Nonostante le difficoltà finanziarie entro il 1860 era già presente una linea completa da Ginevra al lago di Costanza, e nel 1870 alcune direttrici principali.
In alcuni grandi laghi vennero stabiliti collegamenti alle ferrovie con ferry-boat o battelli a vapore: il Lago di Ginevra, il Lago di Neuchâtel, il Lago di Thun, il Lago dei Quattro Cantoni e il Lago di Costanza furono i più importanti. I collegamenti via traghetto alle reti ferroviarie dei paesi confinanti vennero effettuati a Romanshorn, per Lindau e Friedrichshafen e per ferrovia, a Basilea con la ferrovia principale del Baden e con la francese Chemins de fer de l'Est, a Sciaffusa con la ferrovia del Baden e a Les Verrières con la linea franco-svizzera di Pontarlier e con Parigi.

## Le ferrovie in Svizzera tra 1870 e 1902
La guerra franco-prussiana (1870-71) mise in luce le problematiche conseguenti alle esigenze militari di spostamento rapido di truppe da parte delle ferrovie private; una legislazione specifica del 1872 trasferì quindi la pianificazione e il controllo delle licenze, della costruzione e della gestione delle imprese ferroviarie, dai governi dei Cantoni al governo della Confederazione prevedendo anche la possibilità di una loro nazionalizzazione.
Johann Jakob Sulzer (1806-1883), uomo politico di Winterthur, fondò la Bodensee-Genfersee-Bahn (per l'esercizio tra Lago di Costanza e Lago di Ginevra), in seguito rinominata Schweizerische Nationalbahn, (SNB) allo scopo di superare le carenze delle ferrovie esistenti. La costruzione della linea fu pianificata lungo l'itinerario dal Lago di Costanza e Singen, via Losanna, Winterthur, Argovia, Soletta, Lyss, Murten e Payerne. I lavori iniziati nel 1875 vennero presto sospesi per la bancarotta della società nel 1878; in seguito vennero rilevati da NOB e SCB.

### Le ferrovie alpine

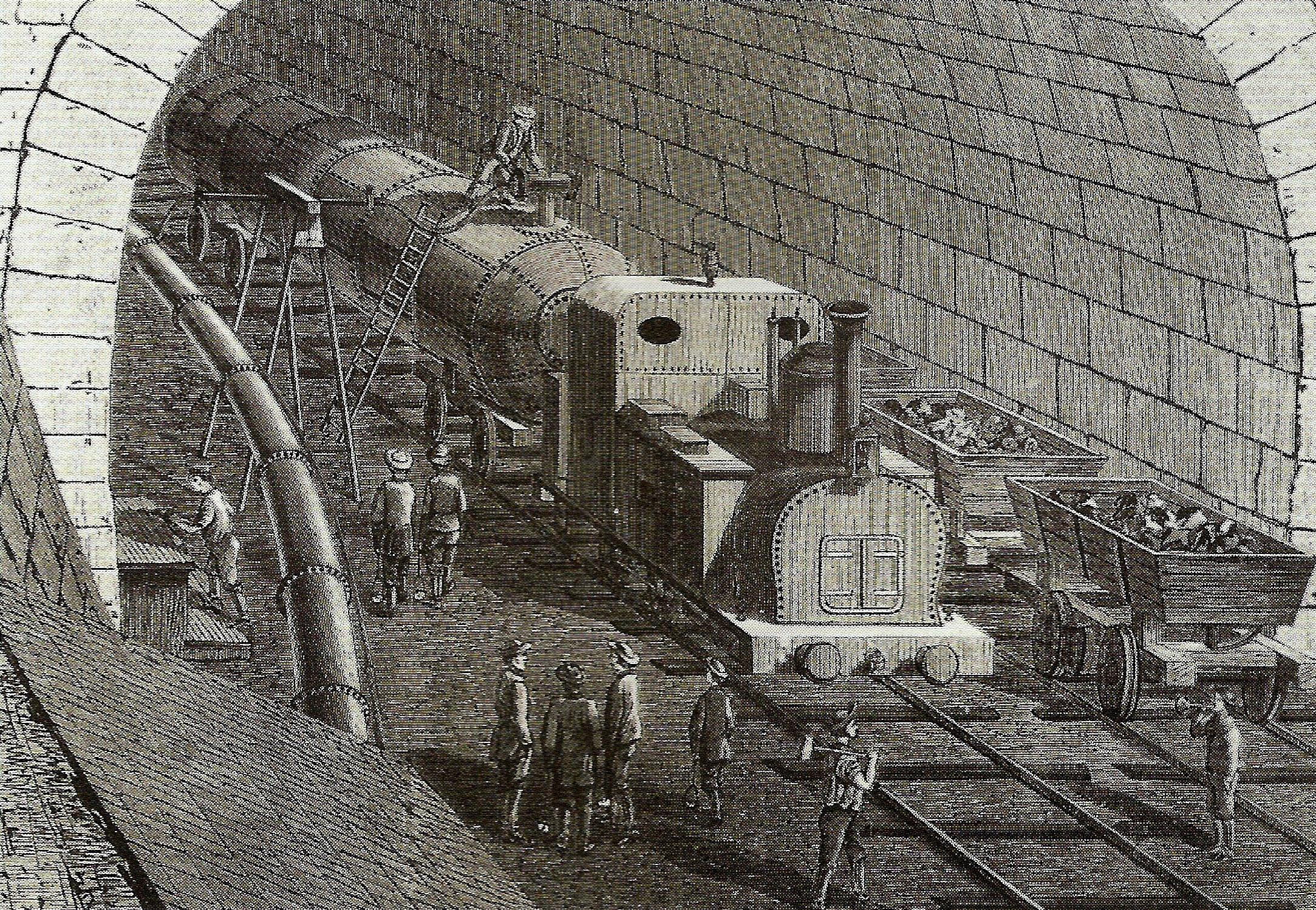
Disegno dell'epoca della costruzione della ferrovia del Gottardo

Prima della costruzione della ferrovia del Gottardo non esistevano collegamenti ferroviari nord-sud verso l'Italia. Le linee di ferrovia si arrestavano ai piedi delle Alpi; la VSB aveva raggiunto Coira nel 1858, la BCR raggiungeva Lucerna e Thun nel 1859 e nel 1878 la ferrovia del Sempione raggiungeva Briga. Le società ferroviarie svizzere e le regioni vennero interessate per costruire ferrovie attraverso i diversi passi alpini: del Lucomagno, dello Spluga, del San Gottardo e del Sempione.
In compartecipazione con imprenditori tedeschi e italiani, con appositi contratti e convenzioni internazionali, nel 1869 si decise la costruzione della linea ferroviaria del Gottardo inaugurata nel 1882 nonostante difficoltà finanziarie e costruttive.
Nel 1878 la Svizzera, in seguito ad un referendum, approvava l'erogazione di fondi federali relativi a due itinerari interessanti le Alpi orientali e centrali. Nel 1906 veniva inaugurato il tunnel del Sempione e nel 1913 veniva completata la linea ferroviaria del Lötschberg nata per iniziativa del Cantone di Berna, ma l'attraversamento ferroviario orientale non venne mai costruito. Fu invece la Ferrovia retica (RhB) ad aprire la linea dell'Albula nel 1903 e la Società ferroviaria del Bernina a completare la linea del Bernina nel 1910 attivando un collegamento per l'Italia. Tali linee erano state inizialmente costruite a scopo turistico ma in seguito furono utilizzate anche per il trasporto merci.

### Linee diramate e di collegamento
Dal 1870 cominciarono ad essere costruite anche linee diramate e di interesse locale, per due terzi di esse, a scartamento ridotto per ridurre i costi. Mentre la legge del 1852 autorizzava l'uso dello scartamento normale la riforma del 1872 permise alle linee ferroviarie locali e di montagna di poter essere costruite con scartamenti diversi.
Nel periodo tra 1874 e 1877 ne nacquero varie decine tra cui la linea ferroviaria ai piedi del Giura (Gäubahn), tra Soletta e Olten (completata nel 1876) e la Broyetalbahn presso Friburgo (1877) entrambe originariamente previste dalla BNS. Dello stesso periodo la Emmentalbahn da Soletta a Burgdorf e Langnau im Emmental (tra 1875-1881) e la Wädenswil-Einsiedeln Bahn (inaugurata nel 1877). Inoltre tra il 1874 e il 1881 la Aargauische Südbahn, da Rupperswil a Rotkreuz, che divenne in seguito una linea trasporto merci per il Gottardo. La ferrovia Lago di Costanza-Toggenburg, da Romanshorn a Nesslau, e la Schweizerische Südostbahn per collegare la Svizzera centro-orientale a quella sud.
Gli enti locali interessati autorizzarono la costruzione di una rete di ferrovie a scartamento ridotto nella regione alpina; tali atti sortirono tuttavia solo la costruzione della Appenzeller Bahn a causa di problemi finanziari. Nella regione del Giura del Canton Berna, la JB costruì la ferrovia con una consistente assistenza finanziaria del Cantone di Berna. Tra il 1873 e il 1877 la linea del Giura con la linea ferroviaria tra Delle e Basilea e le linee da Bienne a Sonceboz-Sombeval e Delémont e La Chaux-de-Fonds. Nel 1880 vennero costruite linee a scartamento ridotto ad uso di fabbriche e villaggi isolati nella regione di Vaud e Giura ed erano state già costruite ferrovie nelle regioni alpine di alcune valli e nelle zone turistiche.

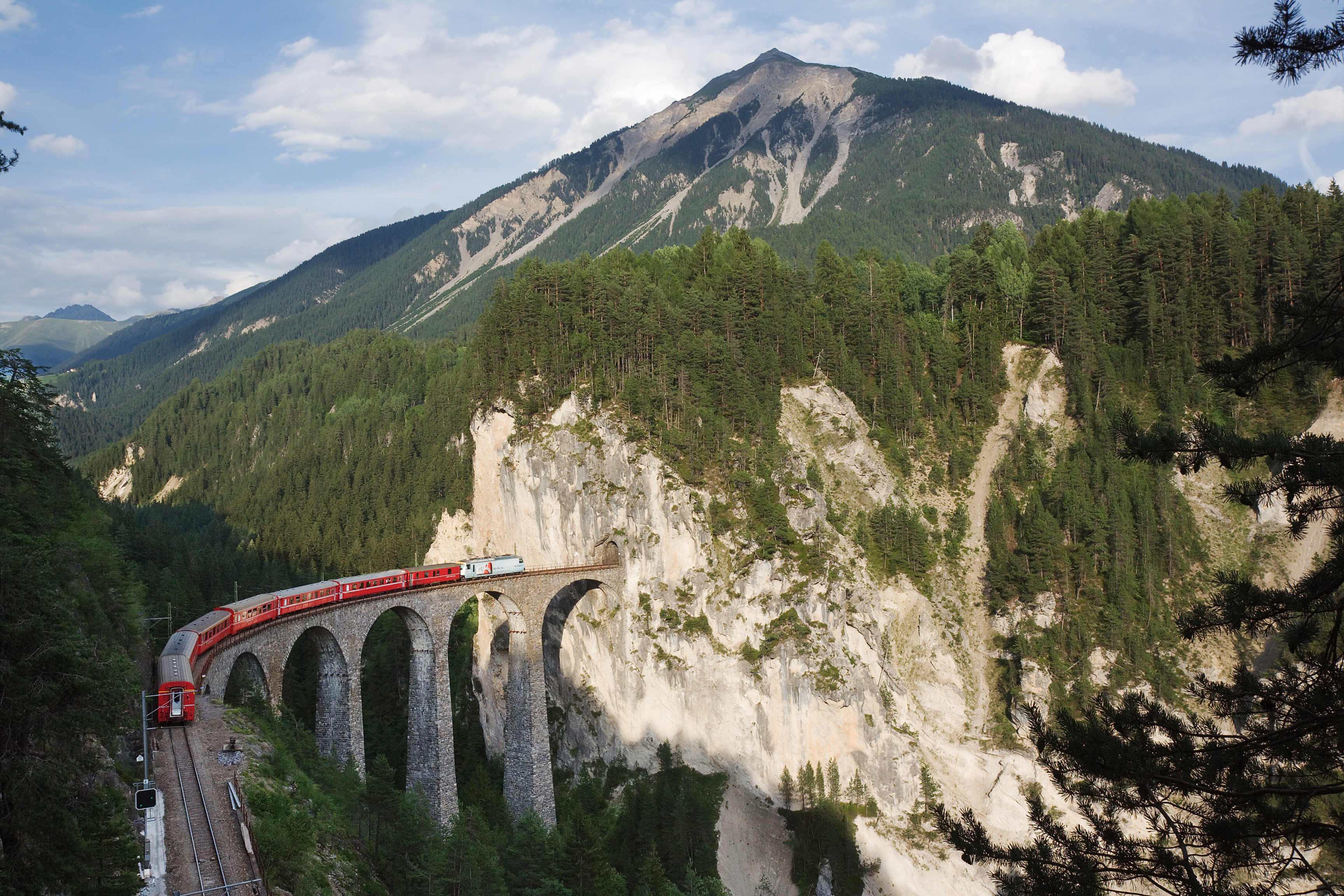
Viadotto Landwasser sulla Ferrovia dell'Albula

Nel Cantone dei Grigioni la Ferrovia retica (RhB), fondata nel 1889, sviluppò le sue linee allo scoppio della prima guerra mondiale lungo le valli del Hinterrhein, dell'Albula, dell'Engadina e di Poschiavo. Nell'Oberland Bernese le ferrovie furono costruite per collegare il comprensorio turistico del Lago di Thun. Linee a scartamento ridotto vennero costruite anche nelle Alpi occidentali, come la ferrovia Montreux-Oberland Bernese (MOB), la ferrovia del Furka-Oberalp (FO) e la Chemins de fer électriques de la Gruyère (CEG, tra Châtel-Saint-Denis, Bulle e Montbovon). La turistica linea Domodossola-Locarno, detta anche Centovalli venne completata nel 1923, collegando Ticino e Vallese attraverso l'Italia.

## La prima parte del XX secolo

### La nazionalizzazione
La legge ferroviaria del 1872 attribuiva ampi poteri al governo federale nel settore ferroviario. Nel 1879 il governo federale creò il nuovo Dipartimento delle Poste e delle Ferrovie con competenze nei due settori.
Il fallimento di varie società ferroviarie durante gli anni settanta, gli scioperi ferroviari e le opposizioni alla proprietà straniera delle ferrovie posero le basi per la decisione di nazionalizzare le ferrovie. Nel 1891 la nazionalizzazione della SCB venne respinta con un referendum, ma fu approvata successivamente dal Consiglio federale nel 1897. Nel 1898  venne duramente contestata con referendum ma tra il 1900 e il 1909 la Confederazione elvetica acquisiva cinque grandi compagnie ferroviarie: la Compagnia Jura-Simplon (JS), con 937 km di linee, la Società Svizzera nord-orientale (NOB) con 771 km, Ferrovia Svizzera Centrale (SCB), con 398 km, la VSB, con 269 km e la ferrovia del Gottardo di 273 km, formando le nuove Ferrovie Federali Svizzere (FFS). Nel 1903 la rete delle FFS inglobò anche la Ferrovia del Brünig a scartamento metrico, aperta nel 1888 e la linea di navigazione svizzera sul Lago di Costanza. Venivano acquisite anche quattro piccole ferrovie private tra il 1913 e il 1948.
Suscitò polemiche il prezzo di acquisto stabilito in oltre 1.000 milioni di franchi svizzeri soprattutto perché le società proprietarie avevano smesso di investire sulle proprie reti quando era iniziato il dibattito sulla nazionalizzazione. Il debito oneroso pesò sulle FFS e sul loro sviluppo fino al 1944.
Il 1º gennaio 1902 è comunque la data ufficiale di nascita delle FFS.

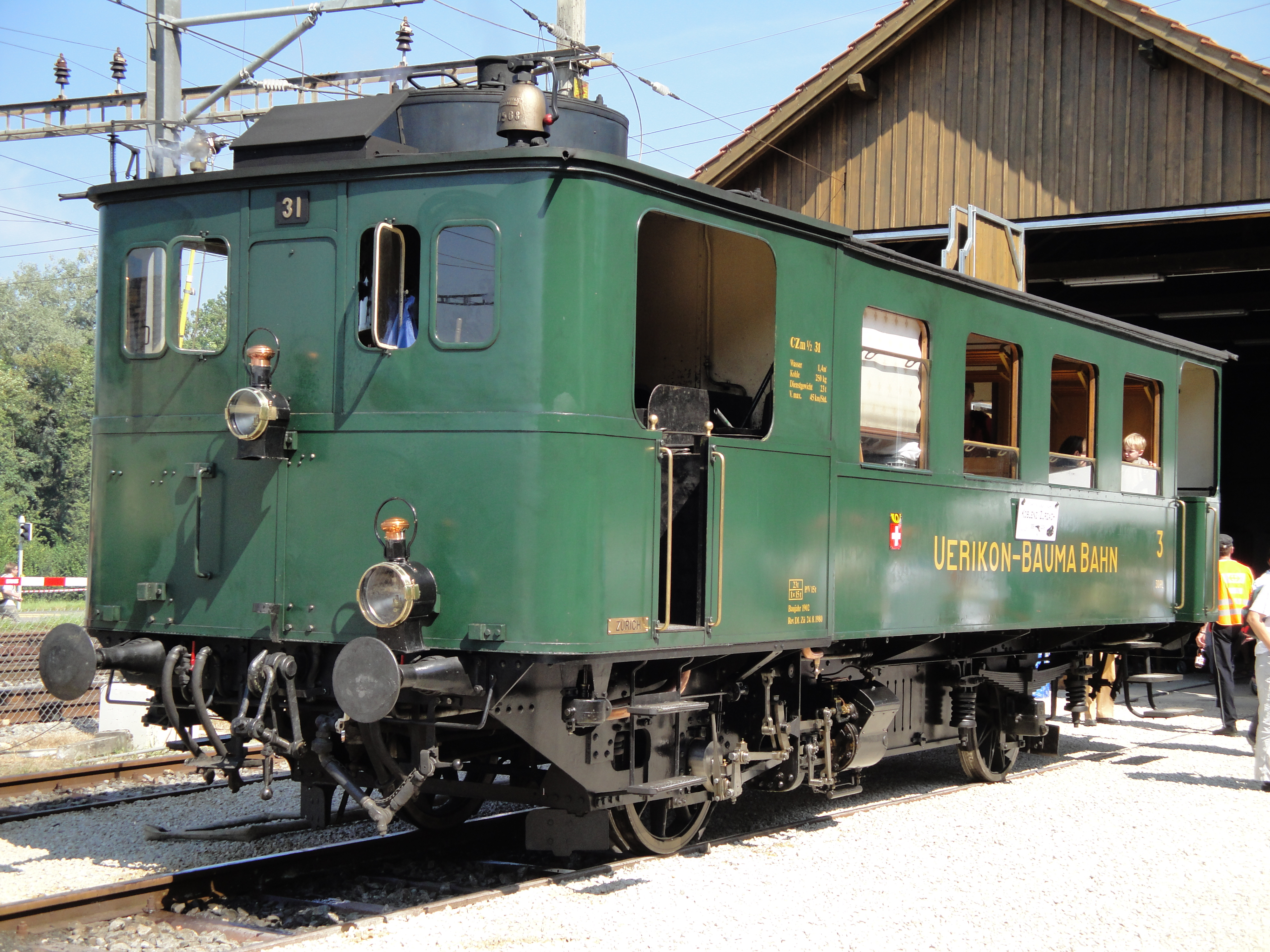
Automotrice a vapore della Ferrovia Uerikon-Bauma statalizzata nel 1948

Elenco delle ferrovie private statalizzate:
- Schweizerische Centralbahn (SCB)
- Schweizerische Nordostbahn (NOB) incl. la flotta sul Lago di Costanza
- Ferrovie Svizzere Unite (VSB)
- Compagnia del Giura-Sempione (JS) con la Ferrovia del Brünig (inclusa dal 1903)
- Gotthardbahn (GB) (dal 1909)
- Jura-Neuchâtelois (JN) (dal 1913)
- Tösstalbahn (TTB) incl. Ferrovia Wald-Rüti (dal 1918)
- Seetalbahn (STB) (dal 1922)
- Ferrovia Uerikon-Bauma (UeBB) (dal 1948)

### Ammodernamento
La maggior parte della rete ferroviaria svizzera era a binario unico; le sue infrastrutture e il materiale rotabile per lo più in cattive condizioni rendevano le ferrovie incapaci di far fronte all'aumento del traffico e di competere con i vettori stradali, ma la difficile situazione finanziaria durante la prima metà del XX secolo limitava le possibilità di ammodernamento. 
Una prima elettrificazione era già stata attuata, in via sperimentale in qualche caso, dal 1888 ma non rimase un caso isolato, fu portata avanti e completata nel 1960. Il maggior incentivo fu costituito dal costo e dalla carenza di carbone durante le due guerre mondiali. Di particolare rilievo fu l'elettrificazione della ferrovia del Sempione-Lötschberg in corrente alternata monofase nel 1913.
Già all'inizio della seconda guerra mondiale il 77% della rete ferroviaria svizzera era stato elettrificato mentre nelle altre ferrovie europee la quantità di linee elettrificate assommava ancora in media al 5%.
La costruzione di gallerie abbreviò le distanze e attenuò le pendenze eccessive consentendo una migliore gestione del traffico. La galleria del Sempione tra Briga e Iselle per l'Italia fu inaugurata nel 1906. Il tunnel di Mont d'Or fu aperto tra Vallorbe e Frasne verso la Francia nel 1915; faceva parte del percorso dell'Orient Express tra Parigi e Istanbul dal 1919. Il tunnel di base Hauenstein venne aperto tra Olten e Basilea nel 1916.

### Altre ferrovie private
Per collegare le città con le periferie furono costruite anche ferrovie private, a cominciare dalla linea Berna-Muri-Worb, a scartamento metrico, inaugurata nel 1898 e confluita nel 1984 nella Regionalverkehr Bern-Solothurn (RBS). Ulteriori linee a scartamento standard di periferia furono costruite per collegare Berna con Thun attraverso la valle del fiume Gürbe, affluente dell'Aar, (la Gürbetalbahn) e con Schwarzenburg (la Bern-Schwarzenburg-Bahn); le linee a scartamento metrico furono estese a Zollikofen e Solothurn. La Grande depressione del 1929 colpì duramente le ferrovie private portandole a deficit di gestione elevati che impedirono il rinnovo delle attrezzature e del materiale rotabile. Il provvedimento legislativo del 1939, del governo federale, provvide sostegno finanziario per le ferrovie private a condizione del loro rinnovamento tecnico, elettrificazione e riorganizzazione in reti regionali.

## Il secondo dopoguerra

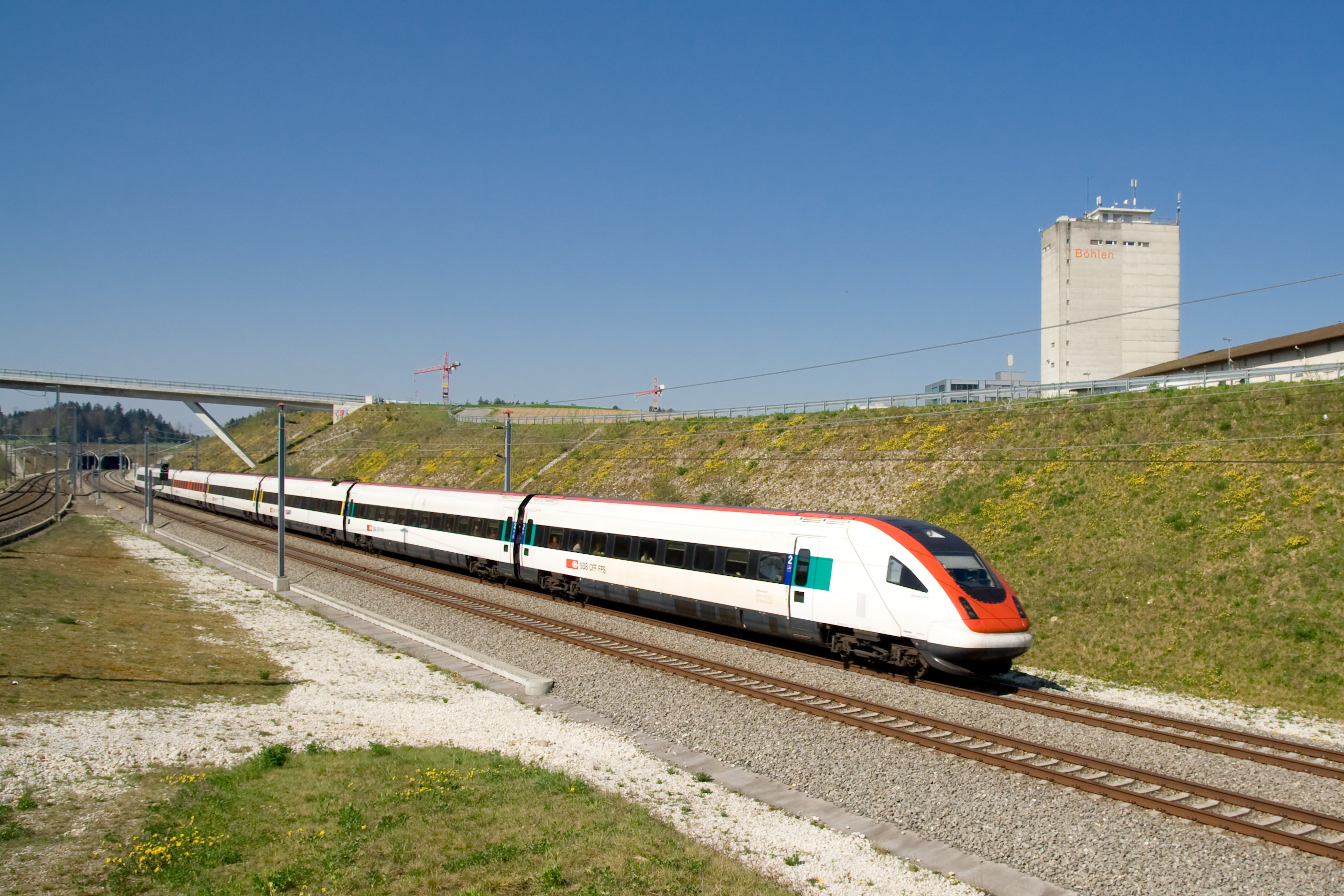
Intercity sulla nuova linea Mattstetten–Rothrist

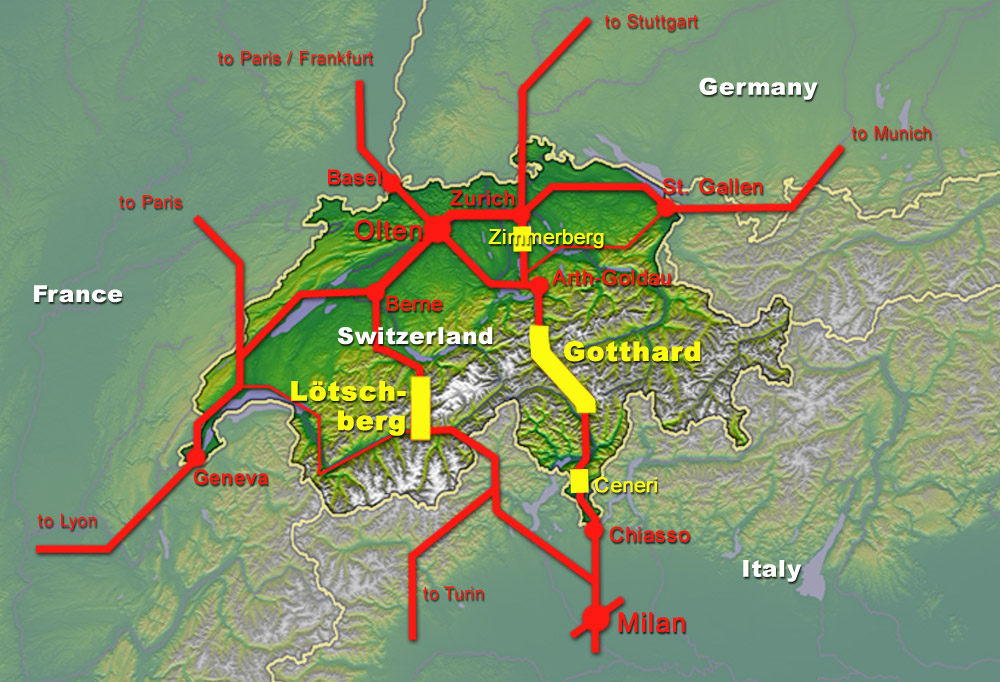
Schema della nuova rete ferroviaria in corso di realizzazione

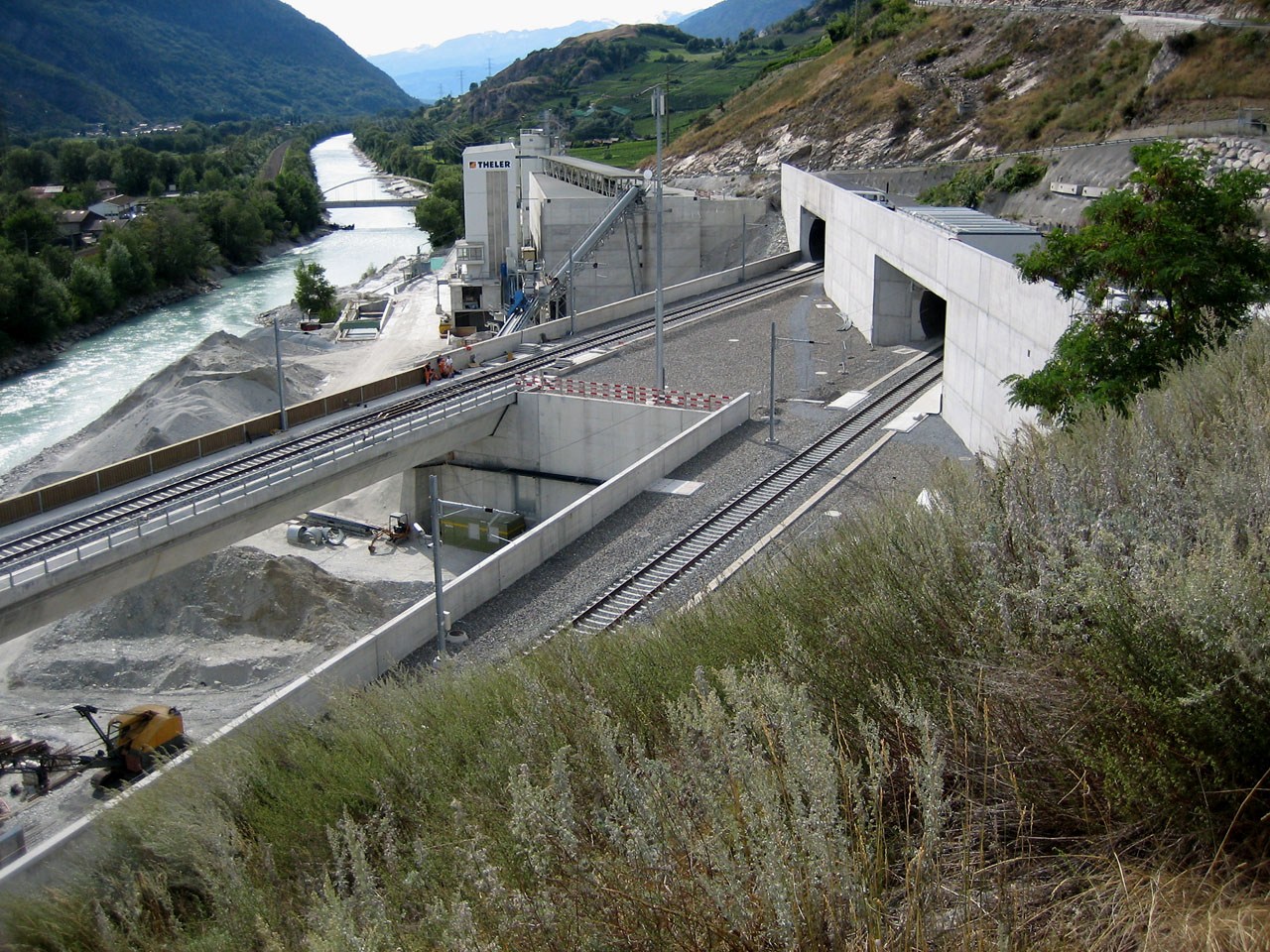
Portale sud del Tunnel di Base del Lötschberg

Nel secondo dopoguerra i forti investimenti nella costruzione delle strade ha ridotto fortemente, in Svizzera, la quota di mercato delle ferrovie nel trasporto di passeggeri che risultava notevolmente ridotto alla fine del 1960. Le Ferrovie Federali Svizzere hanno deciso pertanto di investire in riordino e ristrutturazione dei servizi ferroviari. È stata aumentata l'offerta e la frequenza portando ad un incremento del 75% dei passeggeri, sulla ferrovia Berna-Zurigo tra 1971 e 1983. Dal 1970 il governo svizzero e il SFR hanno deciso di migliorare ulteriormente i servizi ferroviari. Nel 1972 veniva introdotto l'orario cadenzato del trasporto regionale con partenze dei treni in ogni stazione allo stesso minuto ogni ora.

### Ferrovia 2000
Sulla base di proposte risalenti alla fine degli anni sessanta, circa una trasversale est-ovest (Haupttransversale), la Schweizerischen Gesamtverkehrskommission, dopo quasi sei anni di lavoro, presentava una relazione di 400 pagine, che raccomandava la costruzione di una nuova linea ferroviaria tra Ginevra e Lago di Costanza e tra Basilea e Olten per un totale di 120 chilometri di nuova linea per la circolazione di treni fino a 200 km/h. Una commissione del governo federale appoggiava la proposta ma ha ritenuto che l'investimento doveva inizialmente concentrarsi sulle sezioni di percorso tra Basilea, Berna e Olten. Tale indicazione venne considerata da più parti troppo limitativa e a metà 1984 il SFR istituiva un gruppo di esperti con il nome di Ferrovia 2000 per sviluppare un approccio più ampio. Tale organismo ha sviluppato un nuovo piano per migliorare il trasporto ferroviario in tutta la Svizzera organizzandolo sulla metodologia dei treni regolari coordinata ad intervallo prestabilito. Il parlamento federale ha votato, per approvare Ferrovia 2000, nel maggio 1986 stanziando in particolare 5,4 miliardi per la nuova linea Mattstetten-Rothrist tra Berna e Olten e per una diramazione verso Soletta. Un referendum nel 1987, con una maggioranza del 57,0%, ha confermato l'approvazione.

### S-Bahn Zürich
Dopo anni di dibattito un referendum del cantone di Zurigo ha concordato il 29 novembre 1981 un prestito di 520 milioni di franchi per la costruzione delle linee principali per la S-Bahn di Zurigo, in tunnel dalla stazione ferroviaria principale di Zurigo verso varie direzioni, alla stazione di Zurigo Stadelhofen, Dietlikon e Dübendorf. Il 27 maggio 1990 la S-Bahn è entrata in servizio estendendosi gradualmente fino a raggiungere l'estensione di 380 km.

### Le moderne direttrici attraverso le Alpi
Nel 1996 è stato approvato il finanziamento per la riqualificazione dei due principali valichi alpini, la ferrovia del Gottardo, con la galleria di base del San Gottardo (lunga 57 km) e il tunnel di base del Lötschberg per l'allaccio alla Galleria del Sempione. Il tunnel di base del San Gottardo è stato completato nel 2015. Il tunnel di base del Lötschberg è stato aperto nel 2007 a binario unico mentre il completamento di gran parte del secondo binario è stato rinviato a tempo indeterminato.

### Terzo millennio
La rete ferroviaria odierna della Svizzera include linee a scartamento normale e linee a scartamento ridotto, di massima, metrico.
- Rete totale: 5.063 km
- a scartamento normale: 3.652 km (di cui 3.641 km elettrificati)
- a scartamento ridotto: 1.383 km (di cui 1.353 km elettrificati), per lo più da 1.000 mm, alcuni da 800 mm e la Waldenburgerbahn, di 13 km, da 750 mm.

A essi si aggiunge una estesa rete tranviaria a scartamento metrico.